# Hualapai Indijanci
Hualapai (Walapai).- Pleme Yuman Indijanaca sa srednjeg toka rijeke Colorado u Arizoni, srodni Indijancima Yavapai i Havasupai. Danas su nastanjeni na rezervatu Hualapai, s glavnim središtem u gradiću Peach Springs. 1,600 (2000., NAHDB)

## Ime
Ime Hualapai došlo je od Xawálapáiyª, u značenju  "pine-tree folk". Ostali nazivi za njih bili su Matáveke-Paya ili "people to the north" (?), dano od Yavapaia, koji su živjeli njima na jug, a istoga su porijekla i imena Páxuádo ámeti ("people far down the river") i Täbkepáya (skračeno od Matáveke-Paya). Hrdlicka (1906), navodi E-pa, kao njihovo vlastito ime.

## Pod-plemena
Prema Kroeberu (navodi ga Swanton) Hualapai su se sastojali od više pod-plemena:
- Mata'va-kopai (north people) (Sjeverozapadni Hualapai).

-Sela: Hadu'-ba, Hai'ya, Hathekáva-kió, Huwuskót, Kahwága, Kwa'thekithe'i'ta, Mati'bika, Tanyika; 
- Soto'lve-kopai (west people) (Cerbat Mountains i zapadno prema Coloradu).

-Sela: Chimethi'ap, Hakamuę", Háka-tovahádja, Hamté", Ha'theweli'-kio', Ivthi'ya-tanakwe, Kenyua'tci, Kwatehá, Nyi'i'ta, Quwi'-nye-há, Thawinúya, Waika'i'la, Wa-nye-ha', Wi'ka-tavata'va, Wi- kawea'ta, Winya'-ke-tawasa, Wiyakana'mo; 
- Ko'o'u-kopai (mesa people) .—

-Sela: Crozier (američko ime), Djiwa'ldja, Hak-tala'kava, Haktutu'deva, Hę'i, Katha't-nye-ha', Muketega'de, Qwa'ga-we', Sewi", Taki'otha'wa, Wi-kanyo; 
- Nyav-kopai (east people).—

-Sela: Agwa'da, Ha'ke-takwi'va, Haksa", Ha'nya-djiluwa'ya, Tha've-nalnalwi'dje, Wiwakwa'ga, Yiga't; 
- Hakia' tce-pai (?) ili Talta'l-kuwa (cane?) (u blizini Mohon Mountainsa).—

-Sela: Hakeskia'l, Hakia'ch, Ka'nyu'tekwa', Tha'va-ka-lavala'va, Wi-ka-tava, Witevikivol, Witkitana'kwa; 
- Kwe'va-kopai (south people).—

-Sela: Chivekaha', Djimwa'nsevio", Ha-djiluwa'ya, Hapu'k, Kwakwa', Kwal-hwa'ta, Kwatha'wa, Tak-mi'nva; 
- Hua'la-pai, Howa'laa-pai (pine people) (Hualpai Mountains.)-

-Sela: Hake-djeka'dja, Ilwi'-nya-ha', Kahwa't, Tak-tada'pa.

## Povijest
Hualapai su kroz povijest bili u dobrim odnosima s pristiglim bijelcima. Prvi ih vjerojatno 1540 susreće Hernando de Alarcon, a 1598. Marcos Farian de los Godos. Otac Francisco Garces dolazi tek 1776. među Hualapaije. Do nevolja dolazi dolaskom rudara '50.-tih i '60.-tih godina 19. stoljeća, koji su im oduzeli zemlju i odvode ih u roblje. Nakon što je ubijeno nekoliko Hualapai poglavica, ovi se podigoše na oružje, i ubijaju svakog rudara, koji je pristigao na njihov teritorij. Ovo nagoni američku vojsku da se umiješa, pa pale njihova sela i osvećuju ubijene bijelce. Hualapai su pobijeđeni od američke vojske između 1866. i 1869. Njihovi ostaci smješteni su u kamp blizu Parkera, uz rijeku Colorado, gdje su mnogi i pomrli. Do pomora među Hualapaima dolazi zbog nestašice hrane, kao i raznih bolesti. Iz područja kod Parkera, preživjeli su upućeni na 125 milja dugačak marš kroz pustinju, natrag u svoju postojbinu, gdje je nalaze nastanjenu bijelim došljacima. Na sadašnji rezervat smješteni su 1883.

## Etnografija
Hualapai su se prilagodili životu Grand Canyona, koji je za njih bio značajan izvor hrane i medicinskih potreba. Glavnina divlje hrane potjecala je od kaktusovog voća i drugih sjemenki i raznih trava, koje su zahtijevale upotrebu mlinskog kamena (metate i mano). Arheolozi smatraju da su oni potomci naroda kojeg su nazvali Cerbat, a najstariji fizički ostaci, duž obale Willow Beacha blizu brane Hoover Dam, datiraju iz 600. godine nove ere. 
Odlaskom na rezervat 1883. Peach Springs postaje njihovo plemensko središte, koje se nalazi 50 milja istočno od Kingmana, a svoje ime dobio je po stablima bresaka što su rasla u blizini izvora uz povijesnu rutu 66. 
Od nekadašnjih 700 Hualapaija (u domorodačko vrijeme), populacija im u novom tisućljeću iznosi oko 1,600 (prosječna starost 23,6 godina 1990.). Pleme danas živi od turizma, govedarstva i drugih aktivnosti (rukotvorine).

## Vanjske poveznice
- Hualapai Tribe
- The Hualapai Tribe